# Верховцев, Владимир Николаевич
Влади́мир Никола́евич Верхо́вцев (родился 27 января 1955 года) — советский и российский военный деятель, генерал-полковник, начальник 12-го Главного управления Министерства обороны Российской Федерации, кандидат технических наук.

## Биография
Родился 27 января 1955 года в Джаркурганском районе Сурхандарьинской области Узбекской ССР. Учился в школе в Душанбе, окончил 10 классов.
В 1972 году начал учёбу в Военной академии имени Ф. Э. Дзержинского. Хорошо учился, входил в курсантскую сборную ВВУЗа по баскетболу. В 1977 году окончил академию с отличием.
После окончания академии служил в Сибирском военном округе.
В 1984 году окончил командный факультет ВА имени Ф. Э. Дзержинского, затем служил в одной из частей, дислоцированной  в Московском Военном Округе, Московской области,  в городе Можайск.
В 1987 году начал службу в центральном аппарате 12-го Главного управления.
С 1989 года работал в Главном оперативном управлении Генерального штаба ВС России, занимал различные должности.
В 1999 году окончил Военную академию Генерального штаба Вооружённых Сил Российской Федерации.
С 1997 года — вновь в 12-м ГУ Минобороны России. Был начальником штаба, первым заместителем начальника.
В декабре 2005 года назначен на должность начальника 12-го Главного управления Минобороны России, стал 7-м руководителем этого подразделения.
24 декабря 2010 года указом Президента Российской Федерации генерал-полковник Верховцев уволен из ВС России.
Являлся членом наблюдательного совета Государственной корпорации «Росатом».
В мае 2013 года был назначен на должность генерального директора горнорудного дивизиона Госкорпорации «Росатом» уранового холдинга «Атомредметзолото».

## Награды
- Орден «За заслуги перед Отечеством» III степени[4]
- Орден «За заслуги перед Отечеством» IV степени[4]
- Орден Александра Невского
- Орден «За военные заслуги» (Россия)
- Медаль «В память 850-летия Москвы»
- Юбилейная медаль «60 лет Вооружённых Сил СССР»
- Юбилейная медаль «70 лет Вооружённых Сил СССР»
- Медаль «За безупречную службу» I степени
- Медаль «За безупречную службу» II степени
- Медаль «За безупречную службу» III степени
- Знак отличия Госкорпорации «Росатом» «Ветеран атомной энергетики и промышленности»
- Знак отличия Госкорпорации «Росатом» «Е.П. Славский»
- Знак отличия Госкорпорации «Росатом» «Академик И.В. Курчатов 1 степени
- Знак отличия Госкорпорации «Росатом»  «За заслуги перед атомной отраслью» 1 степени
- Знак отличия Госкорпорации «Росатом»  «За вклад в развитие атомной отрасли» 1 степени